# Andy Roberton
Andy Roberton   (Tref-y-clawdd, març 1948) és un antic pilot de motocròs gal·lès que va assolir diversos èxits durant les dècades del 1960 i 1970, entre ells la victòria al Campionat Britànic de 250cc de 1972. Durant anys, va ser un dels millors brtànics al Campionat del Món de motocròs. El seu millor resultat en aquesta competició fou el tercer lloc al Gran Premi de Suïssa de 1970, disputat a Payerne el 12 d'abril, on fou tercer darrere de Bengt Åberg i Jef Teuwissen.

## Trajectòria esportiva
Fill de pare gal·lès i mare anglesa, Roberton va néixer al poble fronterer de Tref-y-clawdd (Knighton en anglès), a tocar d'Anglaterra. A 12 anys va començar a conduir motocicletes pels turons del seu poble i més endavant, quan en tenia setze i estudiava a Stroud, Gloucestershire, es va apuntar al Stroud Valley MCC. Home de poca estatura (feia 1,62 m), tenia molta força i habilitat sobre la moto. El 1965, a 17 anys, va debutar en competició amb una Bultaco Métisse 250cc i aviat va destacar pels seus bons resultats. Poc després obtingué el suport de Cotton i, quan va poder, es va comprar una ČZ amb la qual va guanyar el Campionat de Tweseldown el 1967, a 18 anys. Una setmana després el fitxà Norton-Villiers com a pilot de fàbrica, al costat de Freddie Mayes.
Al llarg de la seva carrera, Andy Roberton va córrer amb nombroses marques, però és especialment recordat com a pilot oficial d'AJS, on de 1969 a 1971 compartí protagonisme amb Malcolm Davis i Chris Horsfield. Després d'un efímer pas per l'equip de BSA, previ a la retirada de la marca de les competicions, s'estigué uns anys a Husqvarna, amb la qual va guanyar el seu únic Campionat britànic, el de 250cc de 1972. Aquella temporada, a més, aconseguí amb la Husqvarna la seva millor classificació al campionat del món: l'onzè lloc final en 500cc. El 1975 va formar part de l'equip oficial de Bultaco, al costat de Vic Allan i Malcolm Davis, i el 1976 el fitxà l'importador de Montesa al Regne Unit, Jim Sandiford. Amb la Montesa Cappra va protagonitzar tres temporades molt reeixides, fins que el 1979 canvià a Yamaha.
Andy Roberton es retirà de les competicions cap al 1981 però, malgrat tot, es mantingué sempre unit a l'esport del motocròs. A finals de la dècada del 2000, amb més de 60 anys, participava regularment en curses de motocicletes "clàssiques".

## Palmarès al Campionat britànic
Font:
| Any  | Motocicleta   | 500 cc | 250 cc |
| ---- | ------------- | ------ | ------ |
| 1968 | Husqvarna     | -      | 3r     |
| 1969 | AJS           | 10è    | 8è     |
| 1970 | AJS           | 5è     | 2n     |
| 1971 | BSA/Husqvarna | 3r     | -      |
| 1972 | Husqvarna     | 2n     | 1r     |
| 1973 | Husqvarna     | 5è     | 2n     |
| 1974 | Husqvarna     | 3r     | 4t     |
| 1975 | Bultaco       | 5è     | -      |
| 1976 | Montesa       | 7è     | -      |
| 1977 | Montesa       | 2n     | -      |
| 1978 | Montesa       | 3r     | -      |
| 1979 | Yamaha        | 14è    | -      |
| 1980 | Yamaha        | 2n     | -      |

Notes
1. ↑  A partir de 1975, les dues categories principals (500cc i 250cc) es fusionaren en una de sola, amb un topall de 500cc per als motors.